# Cinéma néo-zélandais
Le cinéma néo-zélandais peut faire référence aux films produits par des compagnies cinématographiques néo-zélandaises mais aussi aux films réalisés par des personnalités néo-zélandaises (qui travaillent souvent avec des compagnies étrangères, notamment australiennes ou américaines), voire aux films dont l'histoire se déroule en Nouvelle-Zélande. Peter Jackson et Jane Campion sont parmi les réalisateurs néo-zélandais les plus connus dans le monde. Les récompenses annuelles du cinéma néo-zélandais sont les New Zealand Film and Television Awards.

## Statistiques
En 2010, il y avait 411 salles de cinéma en Nouvelle-Zélande et 19 longs métrages néo-zélandais de fiction avaient été tournés. Le nombre d'entrées sur l'année dans tout le pays s'élevait à 15 300 000 pour un box-office total de 145 000 000 $ dont 3 190 000 $ pour des films néo-zélandais.

## Histoire

### 1896-1920
La première projection publique d'un film dans le pays s'est déroulée le 13 octobre 1896 à l'Opera House d'Auckland, à l'occasion d'un spectacle organisé par la Charles Godfrey’s Vaudeville Company, et le premier réalisateur néo-zélandais a été Alfred Henry Whitehouse, qui a réalisé dix films entre 1898 et 1900. Whitehouse a tourné le premier film néo-zélandais, l'ouverture de l'exposition industrielle et minière d'Auckland le 1er décembre 1898, ainsi que The Departure of the Second Contingent for the Boer War, qui est le plus ancien film néo-zélandais à avoir été conservé.
Les premières fictions néo-zélandaises ont été tournées par un Français, Gaston Méliès, lors de son périple cinématographique autour du Pacifique. Après la Polynésie française, la Nouvelle-Zélande fut sa deuxième étape, où il s'arrêta en septembre 1912 avec sa troupe de collaborateurs artistiques et techniques. Gaston Méliès fit tourner des Maoris, dans des courts métrages tels que Hinemoa (première adaptation à l'écran de cette légende maori, avec dans le rôle-titre une actrice maorie, Maata Horomona, et Aimé d'une cheftaine maorie. Les films de Gaston Méliès sont réputés perdus, mais le voyage de celui-ci est néanmoins reconstitué dans le documentaire Le Voyage cinématographique de Gaston Méliès dans les Mers du Sud et en Extrême-Orient (2015).

### 1920-1970
Le premier long métrage néo-zélandais est Hinemoa en 1914, reprenant la même légende que celle déjà adaptée par Gaston Méliès deux ans plus tôt.
Jusque dans les années 1970, le cinéma néo-zélandais est essentiellement constitué de documentaires. Les réalisateurs Rudall Hayward (1900-1974), dans les années 1920 et 1930, et John O'Shea (réalisateur) (en) (1920-2001), de 1940 à 1970, sont les deux pionniers du cinéma national.

### 1977-1989
Le film Sleeping Dogs (1977), réalisé par Roger Donaldson et avec Sam Neill dans le rôle principal, est le premier film néo-zélandais à attirer l'attention au niveau international.
En octobre 1978, la New Zealand Film Commission est créée par le Parlement néo-zélandais dans le but d'encourager et assister la fabrication, promotion, distribution et exposition des films ; d'encourager et favoriser la cohésion avec l'industrie du film néo-Zélandais ; et d'encourager et favoriser la maintenance des films dans les archives. Cette loi contribue à stabiliser l'industrie cinématographique néo-zélandaise.
Geoff Murphy réalise en 1981 Goodbye Pork Pie, qui est considéré comme le premier grand succès commercial du cinéma néo-zélandais. Donaldson et Murphy partent ensuite tourner des films aux États-Unis. Melanie Rodriga est la première réalisatrice néo-zélandaise avec son film Trial Run (1984), alors que Ngati (1987) est le premier film écrit et réalisé par des maoris.

### 1990-présent
Le cinéma néo-zélandais gagne la reconnaissance internationale au début des années 1990 avec La Leçon de piano (1993), de Jane Campion, qui remporte trois Oscar du cinéma. L'année suivante, Créatures célestes, de Peter Jackson, et L'Âme des guerriers, de Lee Tamahori, rencontrent également le succès. 
Peter Jackson réalise par la suite, de 2001 à 2003, sa trilogie du Seigneur des anneaux qui remporte un succès planétaire et qui, malgré son financement par un studio américain et son casting international, est filmée en Nouvelle-Zélande par une équipe de production locale. Jackson crée à cette occasion la compagnie Weta spécialisée dans les effets spéciaux, maquettes et costumes et à laquelle font appel de grosses productions hollywoodiennes qui viennent tourner en Nouvelle-Zélande comme Le Dernier Samouraï (2003), Le Monde de Narnia : Le Lion, la Sorcière blanche et l'Armoire magique (2005) et Avatar (2009). Au cours des années 2000, les films Paï (2002), Burt Munro (2005) et Boy (2010) connaissent un important succès commercial.
En 2013, un sondage auprès des réalisateurs, des critiques de cinéma et du public néo-zélandais a désigné comme les dix meilleurs films néo-zélandais de l'histoire, par ordre chronologique : Goodbye Pork Pie (1981), Smash Palace (1981), Utu (1983), Vigil (1984), La Leçon de piano (1993), Créatures célestes (1994), L'Âme des guerriers (1994), Paï (2002), In My Father's Den (2004) et Boy (2010). Le fait que la trilogie du Seigneur des anneaux a été exclue du sondage a créé la polémique.
Le film Bellbird (2019) remporte le grand prix au 23ème Festival des Antipodes.

## Personnalités notables

### Acteurs
- Keisha Castle-Hughes
- Russell Crowe
- Marton Csokas
- Kerry Fox
- Lucy Lawless
- Melanie Lynskey
- Temuera Morrison
- Sam Neill (né au Royaume-Uni)
- Anna Paquin (née au Canada)
- Karl Urban

### Réalisateurs
- Andrew Adamson
- Martin Campbell
- Jane Campion
- Niki Caro
- Roger Donaldson
- Peter Jackson
- Geoff Murphy
- Andrew Niccol
- Lee Tamahori
- Taika Waititi

### Listes et catégories
- Liste des films de Nouvelle-Zélande (en)
- (en) Films A-Z, Films (chronologie)
- (en) Réalisateurs, Scénaristes, Compositeurs, Acteurs
- Liste des réalisateurs de cinéma néo-zélandais (en)
- Liste des films tournés en Nouvelle-Zélande (en)